# Naja arabica
La cobra arábiga (Naja arábiga) es una especie de cobra del género Naja que se encuentra en la península arábiga. Esta especie había sido considerada durante mucho tiempo como una subespecie de la cobra egipcia (Naja haje), pero las diferencias morfológicas y genéticas han dado lugar a su reconocimiento como una especie separada.

## Distribución
La cobra arábiga se encuentra en mayor parte en el norte de África al norte del Sahara, a través de las sabanas de África Occidental, al sur del Sahara, al sur de la cuenca del Congo y al este de Kenia y Tanzania, y en las partes meridionales de la península arábiga.

## Hábitat
Se presentan en una amplia variedad de hábitats como, estepas, sabanas secas a húmedas y áridas regiones semi-desérticas con un poco de agua y vegetación. La cobra arábiga se encuentra también en los campos agrícolas y matorrales. Estas cobras también se hacen ver en la presencia de los seres humanos ya que a menudo entran en las casas. Se sienten atraídas por los pueblos habitados por humanos gracias a los pollos y ratas que se alimentan en la basura.